# Carl Fredrik Bergenstråhle
Carl Fredrik Bergenstråhle, född 9 oktober 1773 i Stockholm, död 10 februari 1835 i Malmö, var en svensk militär.

## Biografi
Bergenstråhle antogs till krigstjänst 1778 och blev fänrik vid dalvargeringen 1789. Han blev sekundadjutant vid änkedrottningens livregemente 1791 och löjtnant där 1796. Han blev premiäradjutant 1798 och arvoderad löjtnant vid änkedrottningens livregemente 1798 samt kapten 1805. Bergenstråhle förflyttades som kapten först till  Upplands regemente 1810 och därefter till södra skånska infanteriregementet 1811 där han blev major 1814. Han erhöll konfirmationsfullmakt 1814 och fick överstelöjtnants namn, heder och värdighet 1817. Han var major och bataljonschef vid norra skånska infanteriregementet 1819 och erhöll överstes avsked 1822. Bergenstråhle blev riddare av Svärdsorden 1815.
Han var son till Rudman Bergenstråhle och Lovisa Pfeiff (1747-1793), bror till Johan Bergenstråhle samt dotterson till generallöjtnant Per Gustaf Pfeiff (1690-1783) Han var från 1820 gift med Brita Sofia Hastfer (1775-1833) som var dotter till general Berndt Johan Hastfer (1737-1809).